# José Luis Gómez Urdañez

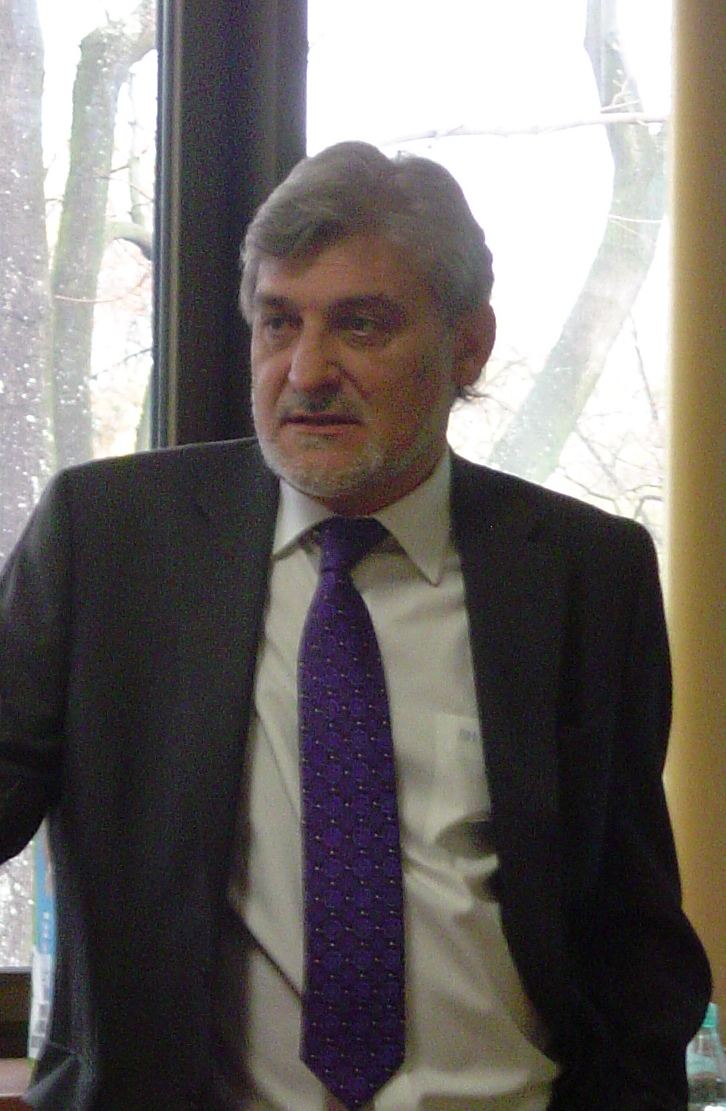
Prof José Luis Gómez Urdañez (Universidad de La Rioja)

José Luis Gómez Urdáñez (ur. 1953- 2023) – hiszpański historyk.
Doktorat na Universidad de Zaragoza na podstawie rozprawy Beneficencia y marginación social en Aragón durante la segunda mitad del Siglo XVIII (1981). Szef Katedry Historii Nowożytnej Uniwersytetu La Rioja (Logrono). Zajmuje się historią lokalną i historią XVIII wieku. Kierownik zespołu badawczego zajmującego się dziejami regionu La Rioja, który opublikował Historia de la ciudad de Logroño (1995), Los señorios en La Rioja en el siglo XVIII (1996) i El Rioja histórico (2000).

## Publikacje
- El proyecto reformista de Ensenada, 1996
- Fernando VI, 2001.